# Greg Murphy
Greg Murphy, född den 23 augusti 1972 i Hastings, Nya Zeeland, är en nyzeeländsk racerförare.

## Racingkarriär
Murphy kom till V8 Supercar 2001, där han kom på fjärdeplatsen, vilket han följde upp med att bli tvåa både 2002 och 2003. Han etablerade sig som en av de riktigt snabba förarna, och han troddes vara en framtida mästare. 2004 blev Murphy fyra, men sedan gick det utför, då han sedan inte blev bättre än elva under de följande fyra säsongerna, då han inte haft bilmaterialet sedan han lämnade Kelly Motorsport.